# Adi Jaya (Tebing Tinggi)
Adi Jaya is een bestuurslaag in het regentschap Tanjung Jabung Barat van de provincie Jambi, Indonesië. Adi Jaya telt 1029 inwoners (volkstelling 2010).